# マレーシアのモノレール

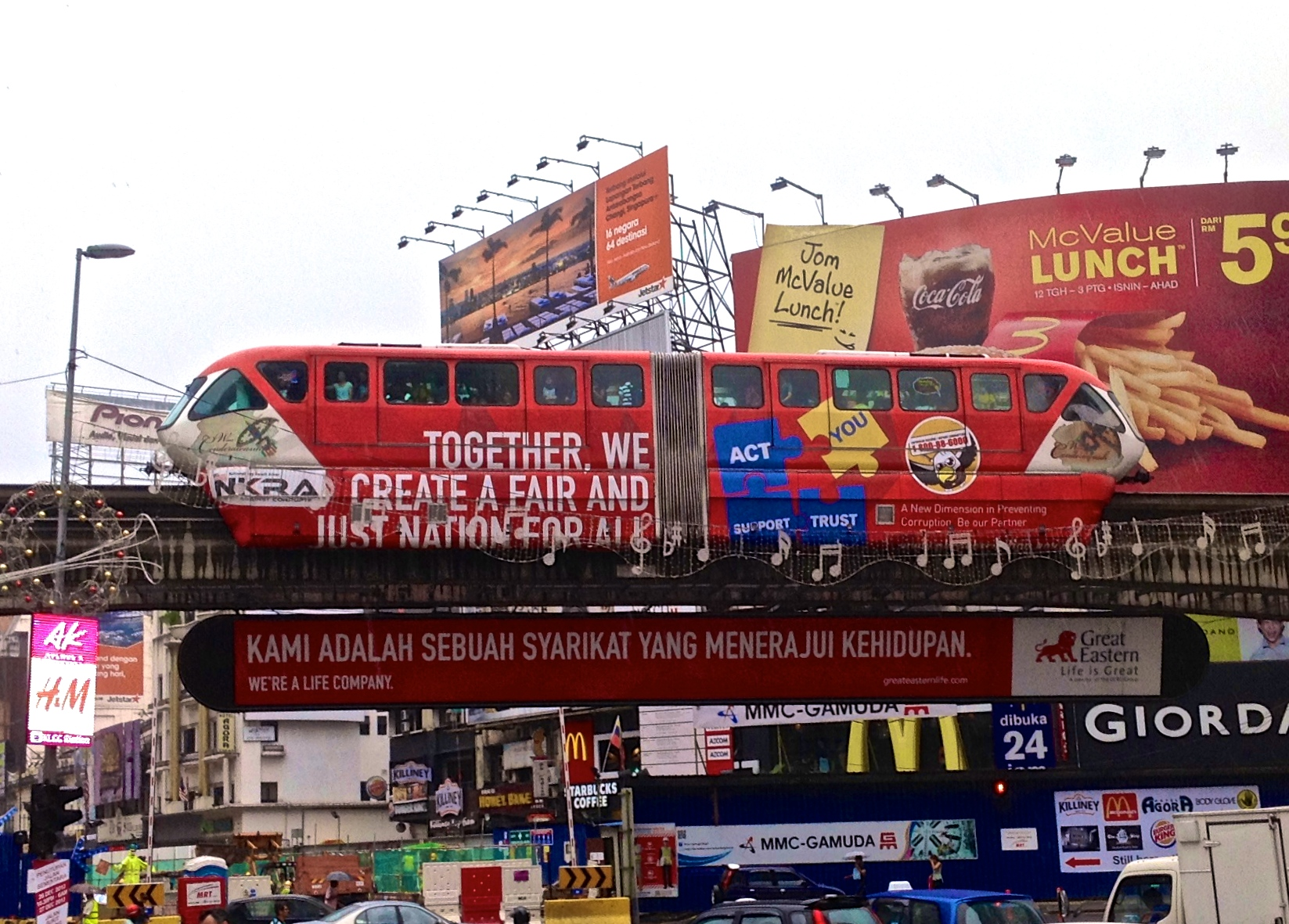
ブキッ・ビンタン駅に到着するモノレール

クアラルンプール・モノレールが成功した後、公共交通機関の利用者増加および交通網の混雑緩和のために、マレーシアに用意された数多くの提案があった。
モノレールは、最近の高速輸送システムと比較した場合、例えば静粛性、建設の容易さ、低コストおよび非妨害物の点で、輸送システムの一般的な選択肢となった。

## クアラルンプール
マレーシアのクアラルンプールにあるクアラルンプール・モノレール・システムは、2003年8月31日に開業しており、延長8.6kmの2本の平行高架トラック上を走行し、11駅を取り扱っている。
当モノレールは、「ゴールデン・トライアングル」と、クアラルンプールの主要駅であるKLセントラル駅を結んでいる。
マレーシア政府は、車庫のアップグレードおよび車両を2両編成から4両編成に増結することを発表した。

## セランゴール州バンダー・サンウェイ
延長3kmの単線環状線であるサンウェイ・モノレールは、2000年の開業時には、マレーシア初のモノレールであった。
当路線は、サンウェイ・ピラミッド・モール、サンウェイ・ラグーン・テーマパークおよびその周囲地域と、より大きなクラン・バレー鉄道システムを結ぶことを、主な目的としていた。
当路線はすぐに閉鎖されており、その後2007年に当路線を復活させるための計画が提案されたが、KTMコミューターのスティア・ジャヤ駅への接続は、計画に盛り込まれていなかった。

## ムラカ（マラッカ）
ムラカ（マラッカ）の延長1.6kmのムラカ（マラッカ）・モノレールは、2010年10月に開業したが、技術的な問題のためにすぐに閉鎖された。
2011年に、当モノレールが再開業された。

## プトラジャヤ
プトラジャヤにて、プトラジャヤ・モノレールの建設が開始された。
KLIAトランジットのサイバージャヤ/プトラジャヤ駅に接続しており、当計画では2本の路線が必要とされた。
- 17駅がある延長12kmの路線
- 6駅がある延長6kmの路線

2004年に、当モノレールの建設が中断された。